# 南企仲
南企仲（1557年—1643年），字伯墀，號弦蒲、弦圃，陝西西安府華州渭南縣人，晚明政治人物，同進士出身。

## 生平
萬曆七年（1579年）己卯科陝西鄉試第四名舉人，萬曆八年（1580年）中式庚辰科會試第二百二十三名，三甲第二百一十八名進士。吏部觀政，以祖母年紀大為由，請求回鄉奉養祖母。十二年授兵部主事，十四年养病。十七年复除本部，十八年调任吏部考功司主事，十九年调文选司，升稽勋司员外郎，二十年调验封司，二十二年补稽勋司郎中，二十三年调考功司，二十五年调文选司，二十六年九月升太常寺少卿，二十七年六月進太僕寺卿。萬曆三十年（1602年）二月直諫免除礦稅，因而得罪明神宗，被削籍歸鄉。
天啟二年（1622年）六月起復為太常寺卿，三年九月升南京户部右侍郎，总督粮储，五年二月乞休归乡。崇禎初年官至南京吏部尚書。崇禎十六年（1643年）李自成軍攻破渭南，南企仲年過八旬，大罵不屈，絕食兩日而死。其子南居業、族子南居益俱絕食而死。
著有《痴醒子》三十卷。

## 家庭
曾祖南金，資縣教諭加贈奉政大夫戶部郎中；祖父南大吉，紹興府知府；父南軨。母武氏。子南居業、南居仁。